# Craig David
Craig David, född 5 maj 1981, Southampton, England, är en brittisk sångare. Hans musikstil kan beskrivas som ett slags R&B-pop. Han har hittills sålt omkring 13 miljoner album.
David slog igenom 1999 och hade sedan många hittar från sitt första album Born To Do It från 2000, bland annat låtarna "Walking Away" och "Rendezvous". Hans tredje album, The Story Goes..., släpptes under en hård period i hans liv, efter att en släkting avlidit och ett långt kärleksförhållande tagit slut.

## Diskografi
- 2000 – Born To Do It
- 2002 – Slicker Than Your Average
- 2005 – The Story Goes...
- 2007 – Trust me